# إلغائية

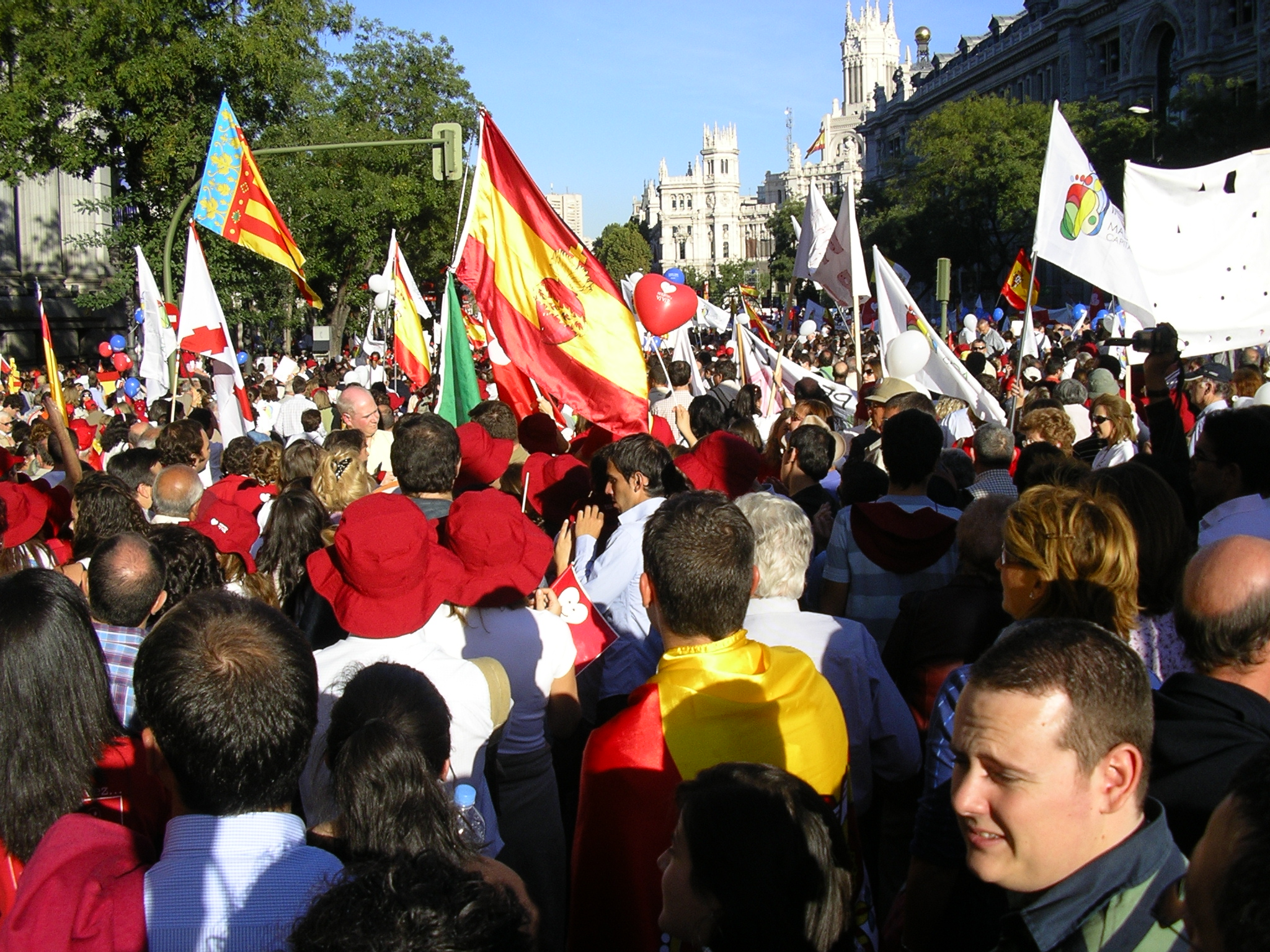
مظاهرة "كل حياة مهمة" (Each Life Matters)، مدريد، إسبانيا في17 أكتوبر 2009م.

الإلغائية (بالإنجليزية: abolitionism)‏ أو حركة مكافحة الإجهاض (بالإنجليزية: Anti-abortion movement)‏ أو الحركات المؤيدة للحياة (بالإنجليزية: pro-life movements)‏. تشارك الحركات المناهضة للإجهاض في الجدل الدائر حول الإجهاض وشرعية الإجهاض. بدأت العديد من الحركات المناهضة للإجهاض كحركات مضادة استجابةً لإضفاء الشرعية على عمليات الإجهاض الاختيارية.
يُعرَّف الإجهاض بأنه إنهاء الحمل البشري «للجنين الحي» أو الحمل المصحوب «بوفاة الجنين».
في سياق الإجهاض، المصطلح الأكثر شيوعًا هو «مساندة الحياة» وهو تعبير عن رأي أخلاقي، في حين أن «الإلغائية» هي تعبير عن فعل أخلاقي.

## طرق العمل
بينما تعمل العديد من المنظمات «المساندة للحياة» على مشاركة الحكومة في وضع قيود على مدى قانونية الإجهاض، فإن «الإلغائيين» يستخدمون الثقافة لتغيير الرأي العام بشأن مشكلة الإجهاض بنفس الطريقة التي استخدمها مؤيدوا إلغاء الرق.

## وصلات خارجية
- إلغاء إجهاض الإنسان